# Награда Удружења телевизијских филмских критичара за најбољу глумицу у комедији
Награда Удружења телевизијских филмских критичара за  најбољу глумицу у комедији (енгл. Broadcast Film Critics Association Award for Best Actress in a Comedy) једна је од награда коју од 2012. додељује „Удружење телевизијских филмских критичара“ најбољој глумци у комедији из протекле године.

## 2010e
2012: Џенифер Лоренс — У добру и у злу као Тифани Максвел
- Ребел Вилсон — Савршени корак као Дебела Ејми
- Мила Кунис — Меда као Лили Колинс
- Ширли Маклејн — Берни  као Марџори "Марџ" Нјуџент
- Лесли Ман — Овако је са 40 као Деби

2013: Ејми Адамс — Америчка превара као Сидни Просер
- Сандра Булок — Жестоке девојке као Сара Ешберн
- Грета Гервиг — Франсес Ха као Франсес Халадеј
- Џулија Луј-Драјфус — Све смо рекли као Ева
- Мелиса Макарти — Жестоке девојке као Шенон Малинс

2014: Џени Слејт — Очигледно дете као Дона Стерн
- Роуз Берн — Лоше комшије као Кели Раднер
- Росарио Досон — Најбољих пет као Челси Браун
- Мелиса Макарти — Свети Винсент као Меги Бронстин
- Кристен Виг — Близанци костури као Меги

2015: Ејми Шумер – Хаос у најави као Ејми Таунсенд
- Тина Феј – Сестре као Кејти Елис
- Џенифер Лоренс – Џој као Џој Мангано
- Мелиса Макарти – Шпијуни као Сузан Купер
- Лили Томлин – Бака као Ел Рид

2016: Мерил Стрип – Неславно славна Флоренс као Флоренс Фостер Џенкинс
- Кејт Бекинсејл – Љубав и пријатељство као леди Сузан Вернон
- Сали Филд – Здраво, моје име је Дорис као Дорис Милер
- Кејт Макинон – Истеривачи духова као др Џилијан Холцман
- Хејли Стајнфелд – На прагу зрелости као Надин Френклин

2017: Марго Роби – Ја, Тоња као Тоња Хардинг
- Тифани Хадиш – Девојаке на путу као Дина
- Зои Казан – Моја љубавна прича као Емили Гарднер
- Серше Ронан – Лејди Берд као Кристин "Лејди Берд" Макфирсон
- Ема Стоун – Рат полова као Били Џин Кинг

2018: Оливија Колман – Миљеница као краљица Ана
- Емили Блант – Повратак Мери Попинс као Мери Попинс
- Елси Фишер – Осми разред као Кајла Деј
- Рејчел Макадамс – Ноћне игре као Ени Дејвис
- Шарлиз Терон – Тали као Марло Моро
- Констанс Ву – Crazy Rich Asians као Рејчел Чу